# Mia Andrée

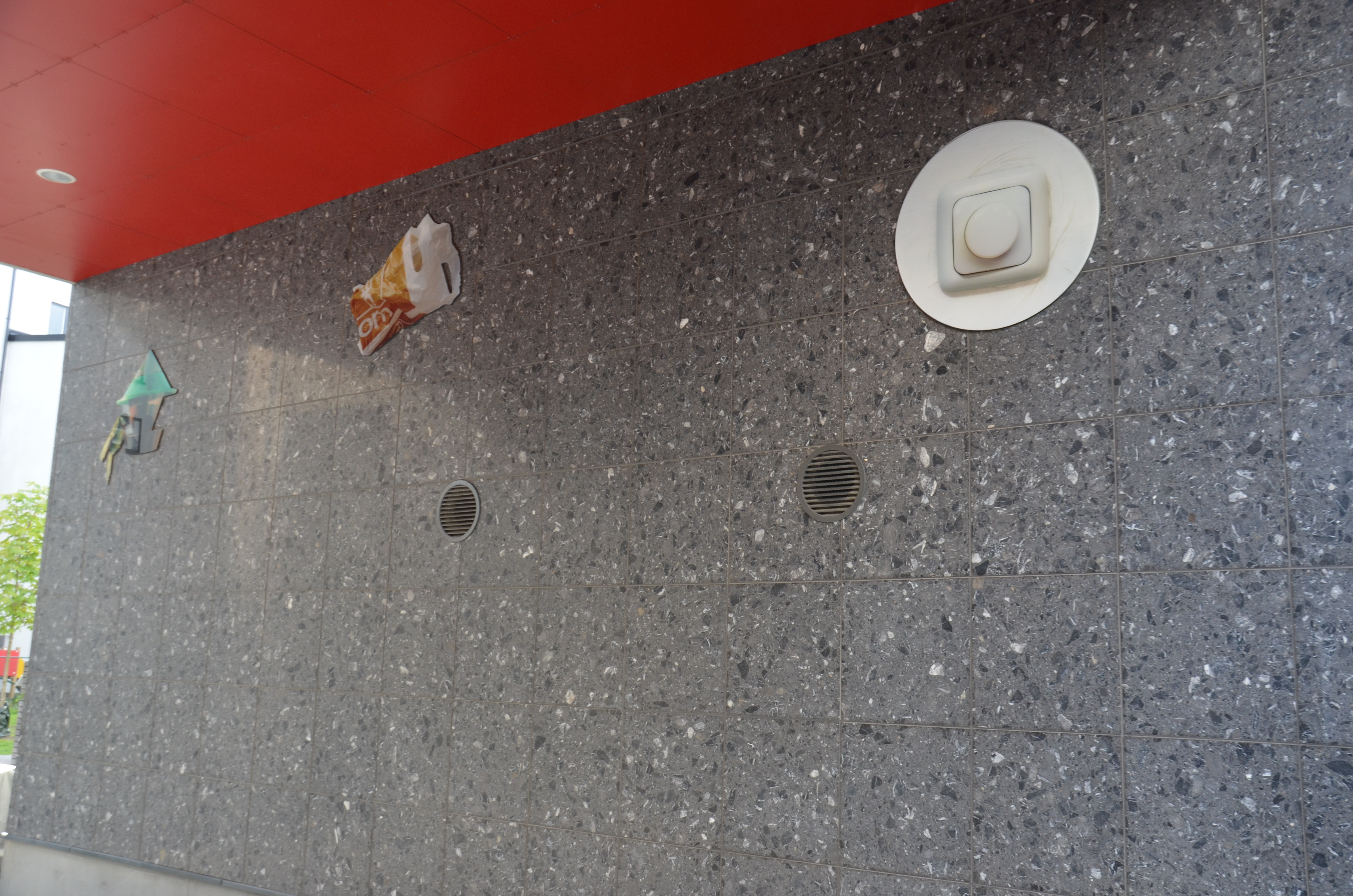
Resa i hemmets mikrokosmos i Stockholm

Mia Charlotte Andrée, född 13 juli 1969 i Norrköping, är en svensk fotograf och installationskonstnär.
Mia Andrée utbildade sig på Konsthögskolan i Umeå 1995-2000.

## Offentliga verk i urval
- Överallt och varje ögonblick, väggutsmyckning 2005, Infracity i Upplands Väsby
- Resa i hemmets mikrokosmos, fotografiska bilder på glas, väggutsmyckning 2011, Sjöviksvägen 52-45 i Årstadal i Stockholm
- Bilder från vinden, fotografiska bilder i taket, 2018, Nya Karolinska sjukhuset, Solna, Stockholm läns landsting

## Bildgalleri

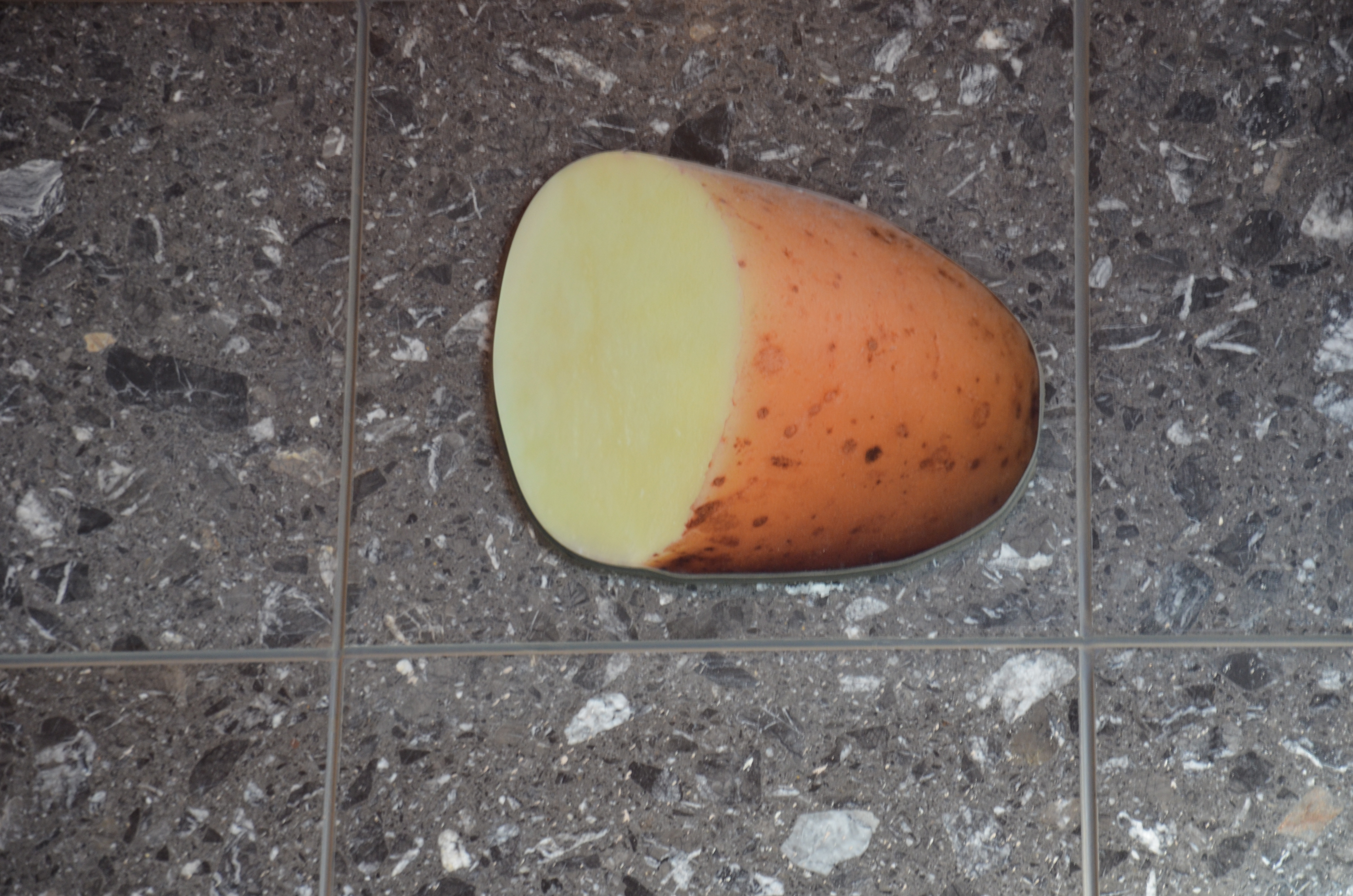
Resa i hemmets mikrokosmos, detalj
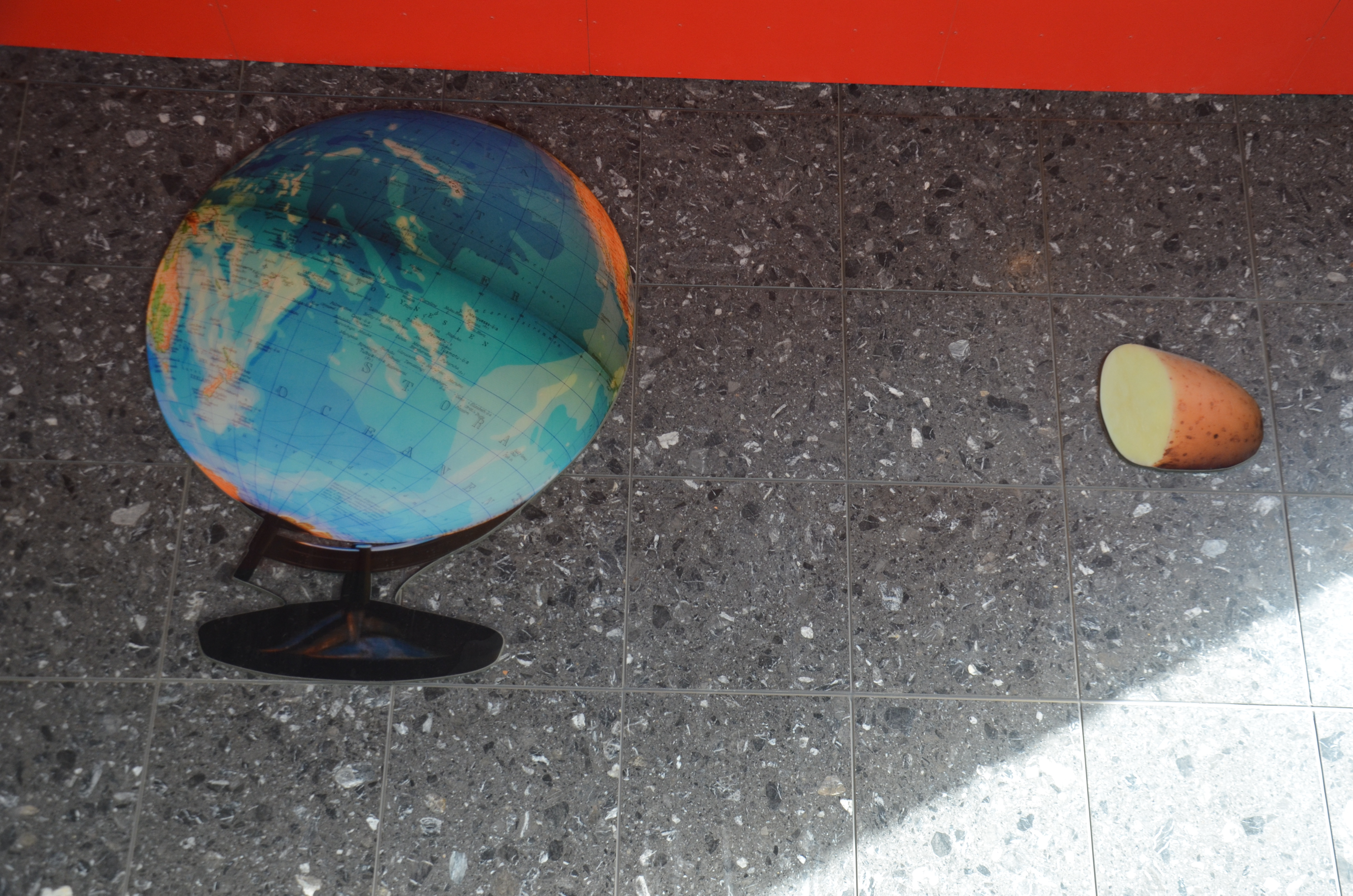
Resa i hemmets mikrokosmos, detalj
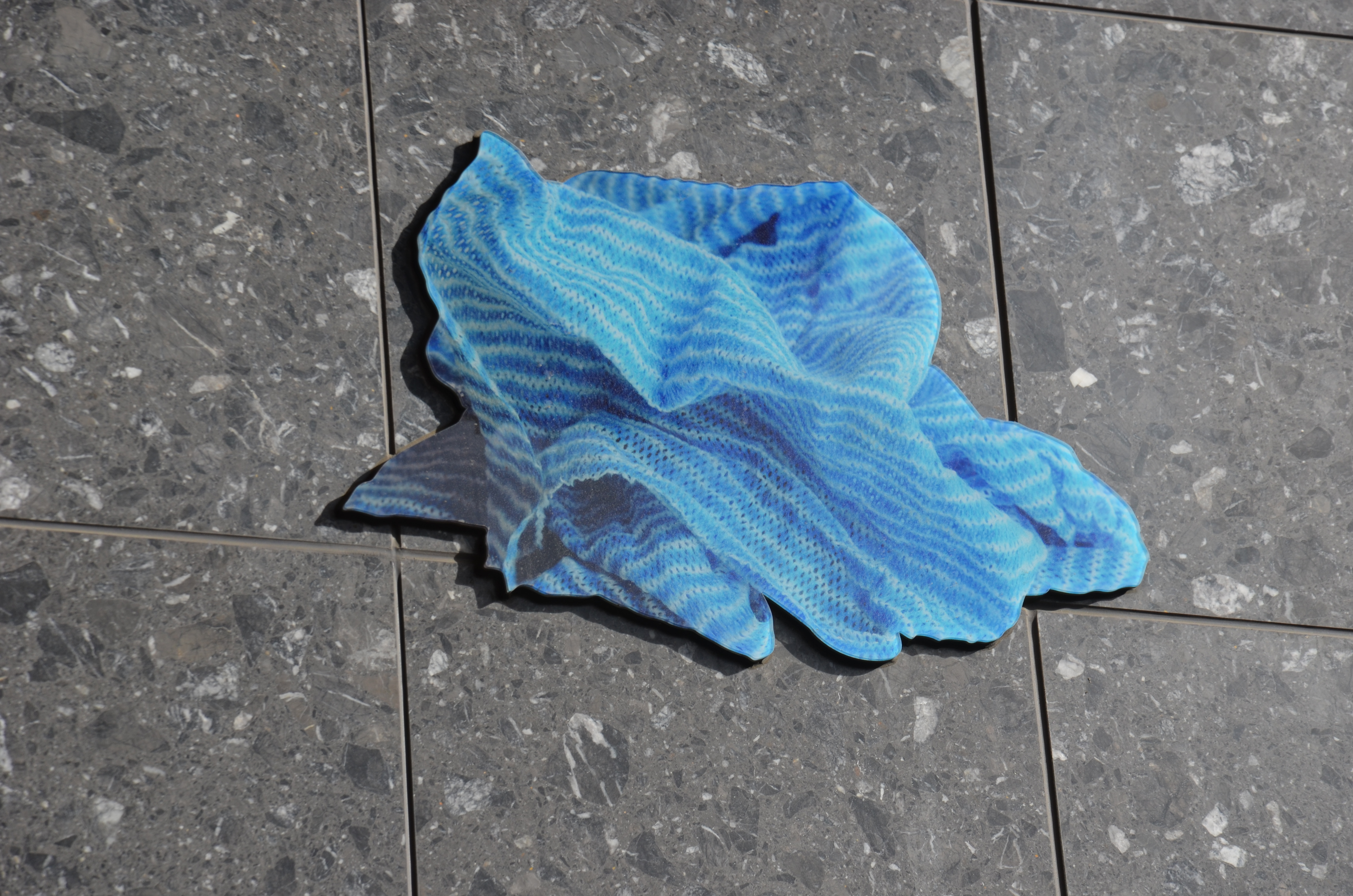
Resa i hemmets mikrokosmos, detalj